# Kroater
Kroater (kroatiska: Hrvati) är en sydslavisk etnisk folkgrupp. De talar kroatiska och är i huvudsak bosatta i Kroatien och Bosnien och Hercegovina där de är en av den sistnämnda statens autoktona folkgrupper. Kroaterna kristnades under 600–800-talet och en överväldigande majoritet bekänner sig sedan dess till den romersk-katolska kristendomen. Folkgruppens geografiska hemvist i gränslandet mellan medelhavsområdet, Central- och Sydosteuropa innebär att den kroatiska kulturen har tagit intryck från olika håll. Kännetecknande är det europeiska västkristna (romersk-katolska) kulturarvet.

## Antal och spridning
Av Kroatiens 4 290 612 invånare uppgav 3 874 321 eller 90,2 % av landets befolkning att de är etniska kroater i folkräkningen år 2011. På grund av migration från det geografiska område i Europa, gränslandet mellan det föralpina området, västra Donaubäckenet och Adriatiska havet som är kroaternas historiska och traditionella hemvist, är det totala antalet kroater dock större. Det finns inte en exakt siffra på hur många kroater det finns i världen vilket bland annat beror på skilda uppfattningar om hur etnisk tillhörighet definieras samt det faktum att många länder inte registrerar etnisk tillhörighet. Det totala antalet kroater i världen (inklusive dem i hemländerna Kroatien och Bosnien och Hercegovina) har uppskattats till omkring 7,5–8,5 miljoner.    

## Kroatiska minoriteter och diasporan
Som en konsekvens av tidiga migrationer finns det äldre kroatiska minoriteter i flera länder i Kroatiens och Bosnien och Hercegovinas geografiska närhet. Erkända kroatiska minoriteter lever i  Italien (se molisekroater), Montenegro, Rumänien, Serbien (se bunjevci och šokci), Slovakien, Tjeckien, Ungern och Österrike (se burgenlandkroater). 
Det finns även en stor världsomspännande kroatisk diaspora som tillkommit till följd av senare migrationer orsakade av politiska, sociala och ekonomiska omständigheter eller påtryckningar. I slutet av 1800-talet och 1900-talet migrerade många kroater till andra länder i Europa (främst Tyskland, Österrike, Schweiz, Frankrike och Italien), Amerika (främst USA, Kanada, Chile och Argentina) samt Australien och Nya Zeeland. 

## Kultur

### Musik
- Se Kroatisk musik

## Kuriosa

### Etymologiskt upphovsämne
Namnet på folkgruppen kroater har gett upphov till åtminstone två begrepp i svenska språket; kravatt och krabat. Under trettioåriga kriget på 1600-talet i nuvarande Tyskland hade det kroatiska rytteriet tygstycken som de band ihop sina kragar med, vilket inspirerade fransmännen till ett mode som sedermera kom att kallas för kravatt. 
Krabat å sin sida var ursprungligen en äldre lågtysk benämning på kroater. Ordet kom in i svenskan, och betydelseförsköts till att betyda ungefär "livlig unge".